# Уильямс, Райан
Ричард Райан Уильямс, известный как Райан Уильямс, (англ. Ryan Williams; род. 1979) — американский ученый в области теоретической информатики, известный своими работами по теории сложности вычислений и алгоритмам.

## Образование
Уильямс окончил Школу математики и естественных наук Алабамы, затем получил степень бакалавра математики и информатики в Корнелльском университете в 2001 году и докторскую степень по информатике в 2007 году в Университете Карнеги-Меллона под руководством Мануэля Блюма. С 2010 по 2012 год он был членом теоретической группы исследовательского центра IBM в Альмадене. С осени 2011 по осень 2016 года он занимал должность профессора в Стэнфордском университет. С января 2017 года является профессором на факультете компьютерных наук в Массачусетском технологическом институте.

## Исследования
Уильямс был членом программного комитета Симпозиума по теории вычислений в 2011 году и различных других конференций. Он получил награды Рона В. Бука за лучшую студенческую работу на конференции IEEE по вычислительной сложности (CCC) в 2005 и 2007 годах и награду за лучшую студенческую работу на Международном коллоквиуме по автоматам, языкам и программированию (ICALP) в 2004 году от Европейской ассоциации теоретической информатики (EATCS)..
Результат Уильямса о том, что класс сложности NEXP не содержится в классе сложности ACC0, получил награду за лучшую статью на конференции по вычислительной сложности в 2011 году. Известный исследователь теории сложности Скотт Ааронсон назвал этот результат «одним из самых впечатляющих за десятилетие». В 2024 году за эту работу Уильямс получил Премию Гёделя.
Уильямс также работал над вычислительной сложностью k-анонимности.

## Личная жизнь
Райан женат на Вирджинии Василевской Уильямс, которая также является известным исследователем в области теоретической информатики.